# Sinagoga Maguen Ovadía
La Sinagoga Maguen Ovadia es la más antigua de las sinagogas de la ciudad de Bogotá. Ubicada en la calle 79 entre carreras 9 y 11. Fue construida por la Comunidad Hebrea Sefaradí de Bogotá siendo el primer templo no católico de la ciudad.

## Historia
La historia del pueblo judío en Colombia se originó con los judíos sefarditas expulsados de península ibérica en el siglo XV, muchos de ellos posteriormente emigraron a los territorios de la América hispana entre ellos Colombia. Durante el siglo XX gran cantidad de inmigrantes judíos sefarditas provenientes del imperio otomano se asentaron en Colombia junto con otras comunidades de origen askenazí principalmente de Ucrania y Alemania. Con la llegada de más familias y el crecimiento de la comunidad de Bogotá, se logró contratar a un rabino para su organización. En 1933, se obtuvo la Personería Jurídica, estableciéndose como la Comunidad Hebrea Sefaradí de Bogotá. Fue esta misma comunidad en conjunto con donaciones de judíos de la ciudad como el empresario Moris Gutt la que en el año de 1946 compró un lote en el norte de la ciudad para iniciar la edificación de la sinagoga, que estuvo lista en el año de 1952, la construcción corrió a cargo del ingeniero italiano Bruno Violi. Posteriormente se construyó adyacentemente una escuela Talmud Torá.
En el año 2016 la sinagoga fue visitada en acto protocolario por el en ese entonces presidente de Colombia Juan Manuel Santos.